# حي الكبسي (عدن)
حي الكبسي هو أحد أحياء مديرية صيرة في محافظة عدن اليمنية. يبلغ تعداد سكانه 5838 نسمة حسب التعداد السكاني في اليمن لعام 2004.